# Llac de Truchillas

Situació del Llac Truchillas

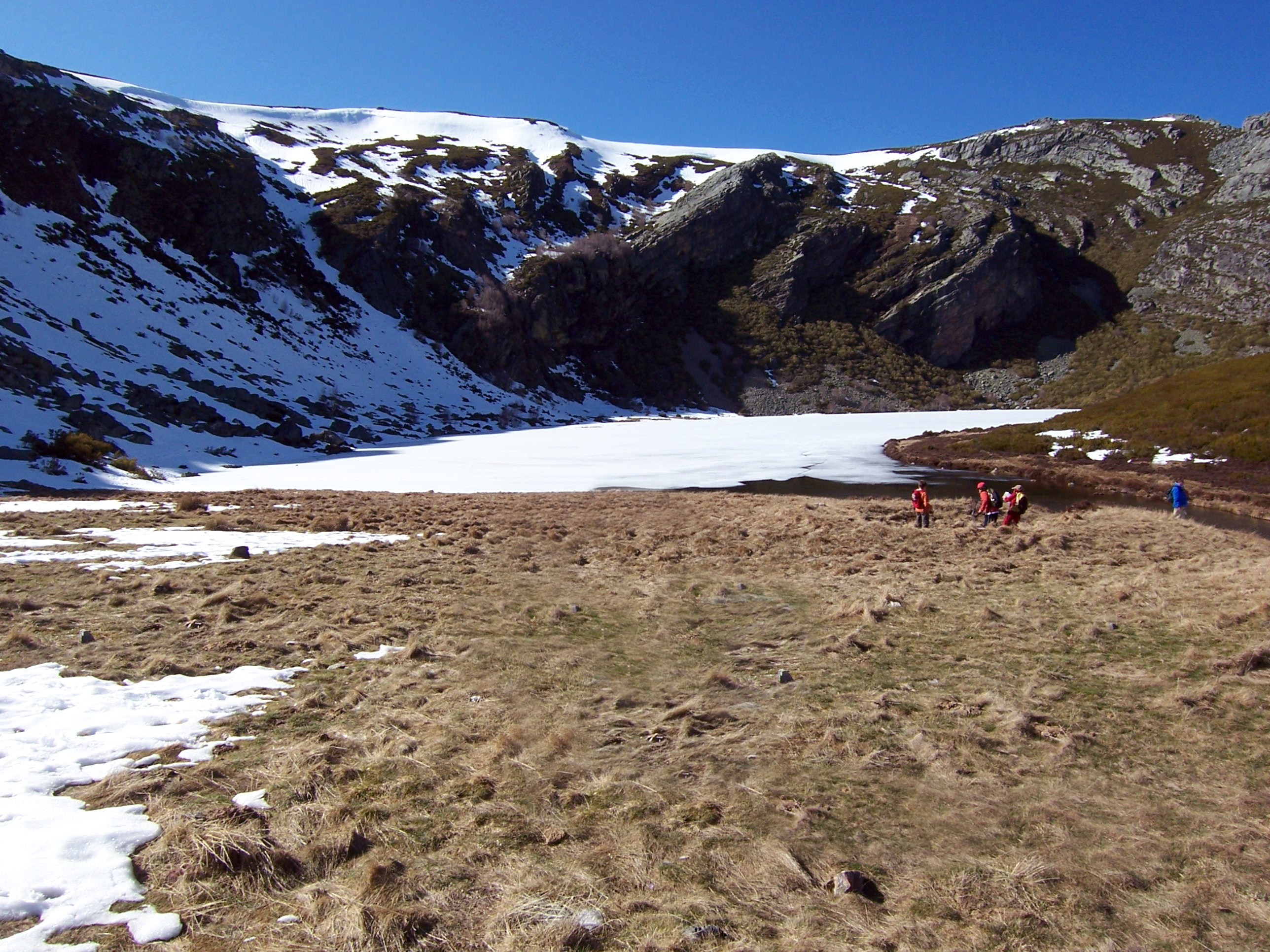
Llac Truchillas congelat.

El Llac Truchillas (Llagu Truitiellas en dialecte cabreirés) és un espai natural protegit per la Junta de Castella i Lleó de la província de León (Espanya).
El seu origen és glaciar. Ocupa 1.066 hectàrees (10,6 km²).
El llac Truchillas pertany al municipi de Truchas. Es troba a la part baixa del riu Eria dominat pel pic Vizcodillo.

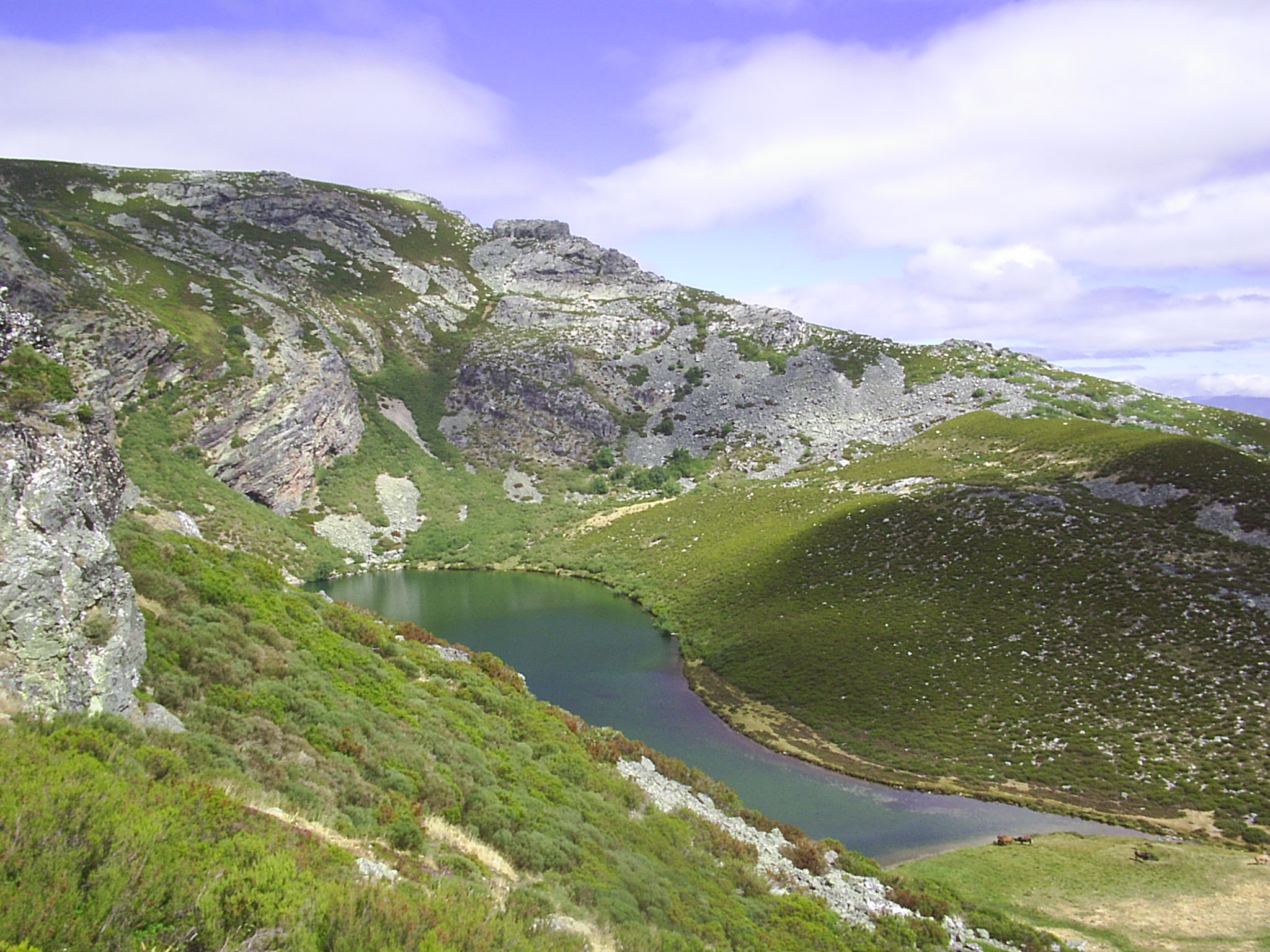
Llac Truchillas vist des de dalt.